# Damastes
Damastes là một chi nhện trong họ Sparassidae.